# Willy Tischbein
Willy Tischbein, né le 22 février 1871 à Sarstedt (près de Hanovre) et mort le 9 février 1946  à Gut Rixförde (près de Celle, à près de 75 ans), est un ancien industriel, coureur à tricycles, et pilote automobile allemand.

## Biographie
Il entame sa carrière cycliste en 1888 sur grand-bi en obtenant plusieurs premiers prix, mais il se casse une clavicule lors d'une chute en 1889, se tournant désormais vers le tricycle en compétition (non motorisé à l'époque), discipline dans laquelle il devient durant trois années presque invincible. 
En 1894 il abandonne les courses de cycles, et il entame une carrière professionnelle dans le pneumatique, chez Continental-Caoutchouc et pour la compagnie Guttapercha, à Hannovre, fabricants dont il devient rapidement le directeur.
À partir de 1900, il débute aussi une carrière en sport automobile durant quelques courses, et il remporte en mai 1901 celle de Mannheim–Pforzheim–Mannheim, sur une De Dietrich.
Il compte en 1901 parmi les membres fondateurs de la VDA (Verbandes der Automobilindustrie: l'Association des industriels de l'Automobile allemands).

## Palmarès à tricycle
- Champion d'Europe du 5 kilomètres, en 1893;
- Champion d'Allemagne (D.R.B.) du kilomètre, en 1891, 1892 et 1893;
- Champion d'Allemagne (D.R.B.) des 5 kilomètres, en 1891, 1892 et 1893;
- Champion d'Angleterre (N.C.U.) du mile, en 1893;
  - Vice-champion d'Europe des 5 kilomètres, en 1892.